# Psettina senta
 Psettina senta és un peix teleosti de la família dels bòtids i de l'ordre dels pleuronectiformes.

## Morfologia
Pot arribar als 7,2 cm de llargària total.

## Distribució geogràfica
Es troba a les costes occidentals d'Austràlia.